# Pulitzer-Preis 1959
Der Pulitzer-Preis 1959 war die 43. Verleihung des renommierten US-amerikanischen Literaturpreises. Es wurden Preise in 14 Kategorien im Bereich Journalismus und dem Bereich Literatur, Theater und Musik vergeben.
Die Jury des Pulitzer-Preises bestand aus 15 Personen, unter anderem Joseph Pulitzer, Enkel des Pulitzer-Preis-Stifters und Herausgeber des St. Louis Post-Dispatch und Grayson Kirk, Präsident der Columbia-Universität.

## Preisträger
| Kategorie                                                                     | Preisträger                                           | Begründung |
| ----------------------------------------------------------------------------- | ----------------------------------------------------- | --- |
| Dienst an der Öffentlichkeit (Public Service)                                 | Utica Observer-Dispatch und Utica Daily Press         | Preis verliehen für die Kampagne gegen Korruption und Glücksspiel in Utica, die eine Reihe von Reformen auslösten.                    |
| Lokale Berichterstattung, zeitnahe Ausgabe (Local Reporting, Edition Time)    | Mary Lou Werner, The Evening Star                     | Preis verliehen für die einjährige Berichterstattung über die Integration von Afroamerikanern in Virginia.                            |
| Lokale Berichterstattung, ohne Ausgabezeit (Local Reporting, No Edition Time) | John Harold Brislin, Scranton Tribune und Scrantonian | Preis verliehen für die vierjährige Kampagne gegen Gewerkschaftsvertreter, die in der Inhaftierung von zehn Gewerkschaftern gipfelte. |
| Berichterstattung im Inland (National Reporting)                              | Howard Van Smith, The Miami News                      | Preis verliehen für eine Reihe von Artikeln über die Zustände in der Auffanglagern für Migranten in Florida.                          |
| Auslandsberichterstattung (International Reporting)                           | Joseph Martin und Philip Santora, New York Daily News | Preis verliehen für die Berichterstattung über die Batista-Regierung in Kuba und den prognostizierten Sieg von Fidel Castro.          |
| Leitartikel (Editorial Writing)                                               | Ralph McGill, The Atlanta Constitution                | Preis verliehen für seine Leitartikel, insbesondere den mit dem Titel A Church, A School...                                           |
| Karikatur (Editorial Cartooning)                                              | William H. Mauldin, St. Louis Post-Dispatch           | Preis verliehen für die Karikatur mit dem Titel I won the Nobel Prize for Literature. What was your crime?                            |
| Fotografie (Photography)                                                      | William Seaman, Minneapolis Star                      | Preis verliehen für eine Fotografie, die ein plötzlich verstorbenes Kind auf der Straße liegend zeigt.                                |

| Kategorie                                                   | Preisträger                                              |
| ----------------------------------------------------------- | -------------------------------------------------------- |
| Belletristik (Fiction)                                      | The Travels of Jaimie McPheeters von Robert Lewis Taylor |
| Theater (Drama)                                             | J. B. von Archibald Macleish                             |
| Geschichte (History)                                        | The Republican Era: 1869–1901 von Leonard Dupee White    |
| Biographie oder Autobiographie (Biography or Autobiography) | Woodrow Wilson von Arthur Walworth                       |
| Dichtung (Poetry)                                           | Selected Poems 1928-1958 von Stanley Kunitz              |
| Musik (Music)                                               | Concerto for Piano and Orchestra von John La Montaine    |